# Clarias jaensis
Clarias jaensis es una especie de pez de la familia Clariidae en el orden de los Siluriformes.

## Morfología
Los machos pueden llegar alcanzar los 48,3 cm de  longitud total.

## Distribución geográfica
Se encuentran en África: Gabón, Camerún y sudeste de Nigeria.